# Shin
Shin, även sjin, (ש) är den tjugoförsta bokstaven i det hebreiska alfabetet.
ש har siffervärdet 300.